# Мерінг Фрідріх Фрідріхович

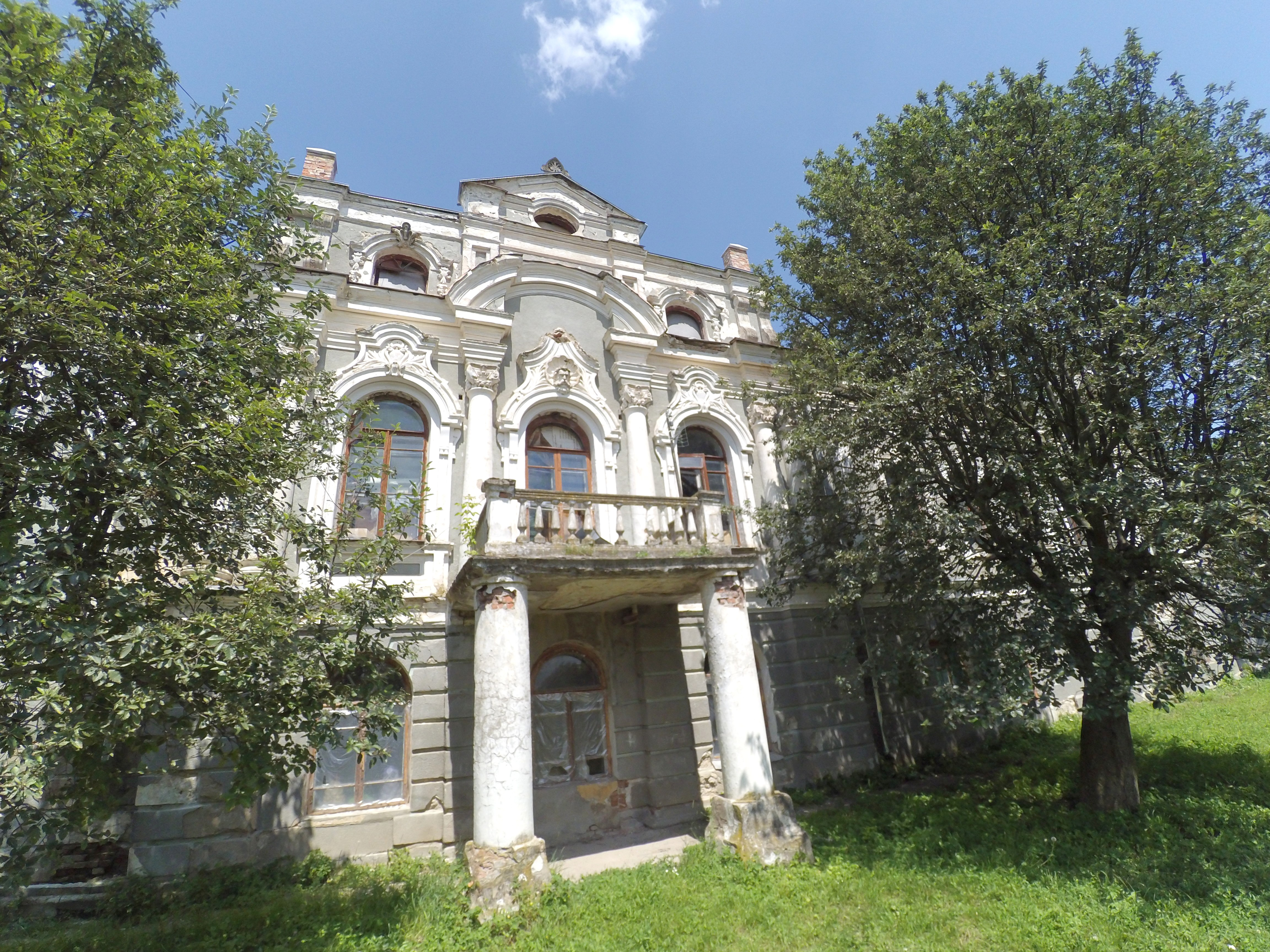
Палац сина Ф. Ф. Мерінга в селі Стара Прилука

Ме́рінг Фрі́дріх Фрі́дріхович (Фе́дір Фе́дорович) (26 лютого [10 березня] 1822, Дона, Саксонське королівство — 19 [31] жовтня 1887, Київ, Київська губернія, Російська імперія) — німецького походження лікар, професор (1857) Університету Святого Володимира, таємний радник (1881). Батько Міністра торгівлі Української Держави Гетьмана Скоропадського Сергія Мерінга.

## Біографія
Народився в м. Дона у Саксонії в сім'ї лікаря. У 1845 році надав у Лейпцизький університет дисертацію на тему на тему: «Про слизову оболонку язика», після захисту котрої отримав диплом доктора медицини і хірургії. Цього ж року був запрошений на роботу в Російську імперію. Переїхавши, працював лікарем у Полтавській (до 1849 року) та Чернігівській губерніях.
З 1853 року — співробітник (із 1857 року — професор) Університету Святого Володимира, в якому викладав гігієну, історію медицини, терапію.
У 1856 році перебував у Південній армії, де вивчав епідемію тифу, пізніше брав активну участь у боротьбі з епідемією тифу в Києві.
Фрідріх Мерінг — автор низки наукових праць, серед яких «Курс лекцій з гігієни» та «Курс клінічних лекцій».
Його син, Сергій, був міністром торгівлі й промисловості Української Держави.